# 齊藤耕太郎
齊藤 耕太郎（1986年12月11日 - ）は、日本の作曲家、音楽プロデューサー、ピアニスト。静岡県浜松市出身。血液型B型。

## 人物
中学3年間をインドで過ごし、独学でピアノと作曲を習得。
慶應義塾大学を経て博報堂に新卒入社。
5年で独立し国際連合・ワコール・Z会などのCM・舞台・ショー音楽制作を開始。
2018年リリースの「BRAINSTORM」より「秒の間」「Brainstorm」がSpotifyバイラルトップ50（日本）でそれぞれ1位、2位になる。同アルバムの「Love Song」は横浜・八景島シーパラダイス・ナイトショー「LIGHTIA」のメインテーマに使用される。
kolmeの楽曲「Hello No Buddy」のリミックスを手がける。
2021年1月31日一般女性と婚約。相手は恋愛テレビ番組に出ていた坪井杏奈(つぼいあんな)。

## 略歴
【CM音楽】
- RIZAP TV-CM 「ゲスト集合篇」
- パナソニックアジアTV-CM「JAPAN QUALITY」篇
- ネスレ TV-CM
  - 「ネスカフェバリスタi」篇
  - 「キットカットショコラトリー」篇
- Z会
  - サウンドロゴ（2016年〜）
  - TVCM「Z会のあるくらし」篇
- ハンコヤドットコム「明日、ハンコ必要だった」篇
- ニュートロジーナ TV-CM「劇的保湿」篇
- ネスレ
- ワコール TV-CM「what is YOUR beauty?」篇
- アディダス TV-CM「I’m here to CREATE」篇
- ホーユーシンガポール TV-CM「Cream / Milky」篇
- 公文教育研究会 ラジオCM 2014年〜
- 星野リゾート TV-CM「ホテルブレストンコート」篇

【WEBムービー、その他映像】
- LINE LINE GAME 5周年「LINE GAME Music Festival」（出演 野性爆弾）
- shu uemura 「#lipsignature」
- ワコール×Numéro TOKYO「Mode in Japan」篇（出演 AyaBambi）
- ハーパーズ バザー Beauty Web Movie（出演 シシド・カフカ）
- ヘインズ Web Movie「A Day in the life season 2」篇
- メルセデス・ベンツ Web Movie「相葉雅紀のメルセデス・ベンツ安心教習」篇
- KEIRIN Web Movie「ふともも太郎」
- 国際連合 Web Movie「SDGs」篇（出演 黒柳徹子）
- UNICEF「TAP PROJECT 2017」告知ムービー
- SEIKO ASTRON Web Movie「世界に挑む人へ」シリーズ
- 2ndSTORY Web Movie「Story of 2ndSTORY」篇
- HISUI 2015 A/W「high tension, low tension」篇
- ESSEN LAUTREAMONT 2017 S/S
- PEN International 「Ki No Bi」篇 3作品

【ショー音楽】
- クイーンズスクエア横浜クリスマスイルミネーション
  - 2016年「Ocean Fantasy Tree」
  - 2019年「Play Hope Tree」
- 横浜・八景島シーパラダイス
  - ナイトショー「LIGHTIA」[2]（主題歌・Love Song）[3]

【楽曲制作・サポート】
- THE XXXXXX　オーケストラサポート
- 赤西仁　Love Yourself楽曲制作参加）[5]
- キミノオルフェ　ウォーター（編曲）[6]
- kolme　Hello No Buddy - Kotaro Saito remix（リミックス）[1][7]

- 劇団プレステージ『終わり to はじまり』（2018年）

## 主な発表作品
- アルバム
  - INVITATION（2013年）[8]
  - BRAINSTORM（2018年）[9]
- EP
  - Poem, Poetry Or Not（2019年）[10]
  - Cruise for Queen's Square YOKOHAMA 2019 Christmas Tree (Original Show Soundtrack)（2019年）
- シングル
  - Blue feat. 友田絢（2019年）[11]
  - Memento（齊藤耕太郎, Hajime Uchiyama, Takehiko Kamada名義）（2019年）[12]
  - Cactus feat. 内田朝陽（2019年）[13]
  - 4AM（2019年）[14]
  - Reason feat, MAYUMI, 友田絢, Hajime Uchiyama（2019年）
  - Offshore（2019年）
  - Ginger（2019年）
  - Dr. DEW（齊藤耕太郎, 内田朝陽, Hiromi Shiosaki名義）（2019年）